# Tatarstan Open 2012
Il Tatarstan Open 2012 è stato un torneo professionistico di tennis femminile giocato sul cemento. È stata la 3ª edizione del torneo, che fa parte dell'ITF Women's Circuit nell'ambito dell'ITF Women's Circuit 2012. Si è giocato a Kazan' in Russia dal 13 al 19 agosto 2012.

## Partecipanti

### Teste di serie
| Nazionalità | Giocatrice           | Ranking* | Testa di serie |
| ----------- | -------------------- | -------- | -------------- |
| Russia      | Nina Bratčikova      | 88       | 1              |
| Romania     | Mădălina Gojnea      | 197      | 2              |
| Russia      | Valerija Solov'ëva   | 212      | 3              |
| Ucraina     | Valentina Ivachnenko | 229      | 4              |
| Russia      | Dar'ja Gavrilova     | 235      | 5              |
| Ucraina     | Ljudmyla Kičenok     | 255      | 6              |
| Romania     | Ioana Raluca Olaru   | 267      | 7              |
| Russia      | Margarita Gasparjan  | 280      | 8              |

- Ranking al 6 agosto 2012.

### Altre partecipanti
Giocatrici che hanno ricevuto una wild card:
- Elizaveta Kuličkova
- Polina Novoselova
- Alexandra Romanova
- Ekaterina Jašina

Giocatrici che sono passate dalle qualificazioni:
- Nigina Abduraimova
- Mayya Katsitadze
- Marina Šamajko
- Julia Valetova

Giocatrici che hanno ricevuto un entry con uno special ranking:
- Ksenia Palkina

## Campionesse

### Singolare
- Kateryna Kozlova ha battuto in finale  Tara Moore con il punteggio di 6–3, 6–3

### Doppio
- Valentina Ivachnenko /  Kateryna Kozlova hanno battuto in finale  Ljudmyla Kičenok /  Nadežda Kičenok con il punteggio di 6–4, 6(6)–7, [10–4]